# Володар світу (роман Бєляєва)
«Володар світу» (рос. Властелин мира) — фантастичний роман Олександра Бєляєва, опублікований у 1926 році. Роман присвячений проблемі передачі думки на відстань, якою завжди цікавився автор.

## Історія
Роман (в скороченому вигляді) був вперше опублікований у газеті «Гудок» у 1926 році (жовтень-листопад). Повний текст вийшов окремою книгою у 1928 році в додатку до журналу «Вокруг света» (Л.). Наступне видання — Л., «Красная газета», 1929, 240 с.
Газетний та книжковий варіанти суттєво різнилися. Зокрема, у газетній публікації Штірнер та Качинський за допомогою думковипромінюючого апарату не дають розпочатися війні, що забезпечило умови для створення Всесвітнього СРСР.

## Сюжет
Молодий німецький вчений Людвіг Штірнер — аспірант професора Гере — займається рефлексологією, але через бідність залишає наукову роботу та стає секретарем банкіра Карла Готліба. Штірнер залицяється до однієї із співробітниць, Ельзи Глюк, але вона віддає перевагу юрисконсульту банку, Отто Зауеру. У вільний час чоловік продовжує свої експерименти, і йому вдається створити апарат для передачі думок на відстань за принципом радіохвиль. Почавши з проєкцій настроїв та емоцій, спочатку у собак, потім у людей, він поступово переходить до передачі мисленних наказів. Переконавшись у надійності свого апарату, Людвіг приступає до реалізації багатоступенового плану, який повинен разом розв'язати усі його проблеми.
Готліб раптово гине при дивних обставинах (собака стрибнула йому під ноги, і він впав під потяг); несподівано для усіх виявляється, що він заповів свої мільярдні статки Ельзі Глюк. Родичі покійного програють суд, статки банкіра переходять до Ельзи, а вона передає всі справи банку у повне розпорядження Штірнера. Весілля між нею та Отто відміняється, і дівчина виходить заміж за Людвіга, який у той же час викликає у Зауера любов до Емми Фіт, машиністки у банку Готліба та подруги Ельзи. Племінник загиблого банкіра, Рудольф Готліб — молодий нероба, позбавлений спадщини — ненавидить Штірнера та намагається плести проти нього інтриги; але до тих пір, поки банк залишається приватним підприємством, ані поліція, ані інші державні структури не бажають втручатися у його внутрішні проблеми.
Несподівано по країні прокочується незрозуміла фінансова криза, яка викликає банкрутство безлічі підприємств і банків Німеччини. Банк Ельзи Глюк на вигідних умовах скуповує їх та стрімко посилюється. Два останніх великих банки намагаються протистояти Штірнеру та заручитися підтримкою уряду, але у найкритичніший момент міністр несподівано відмовляється підтримати їх злиття. Банки розоряються, а хитрун-учений, діючи від імені Ельзи Глюк, стає фінансовим та економічним диктатором країни.
Штірнер, однак, розуміє, що його монополія не може не викликати підозр з боку уряду, і заздалегідь готує превентивні заходи. У Берліні починаються дивні події: без будь-якої причини цілі квартали охоплюють хвилі паніки, ура-патріотизму або незвичайної ейфорії та взаимного кохання — поліцейські братаються з волоцюгами, ювелір роздає перехожим коштовності, забійники на бійні відпускають на волю тварин… Енергійний детектив Кранц виявляє, що джерело цих явищ знаходиться у будинку Ельзи Глюк. Уряд робить декілька спроб заарештувати небезпечного підприємця, кожного разу з усе більшими витратами сил, залучає до цих операцій Рудольфа Готліба і навіть дає йому негласний дозвіл на фізичну ліквідацію Штірнера. Однак той з легкістю зриває усі плани влади, виявляючи велику винахідливість та «чорний гумор». Готлібу, який прорвався у маєток, Штірнер дозволяє поголити себе небезпечною бритвою, дає за його роботу монету та виставляє за двері; Кранц, повернувшись з маєтку, наказує підлеглим засадити себе під арешт і вимагає, щоб його стерегли з усією суворістю. Зрештою для захоплення будинку Ельзи Глюк направляються війська, але у вирішальний момент їх охоплює неймовірна паніка, і вони втікають без бою.
Штірнер здається непереможним: навіть американці, які намагаються допомогти уряду Німеччини за допомогою радіокерованих аеропланів-бомбардувальників, ганебно провалюють цю операцію. Однак він усвідомлює, що усі перемоги дають йому лише тимчасову відстрочку; мало того — навіяні ним думки не діють на великій відстані. Коли Людвіг з Ельзою відпочивають на Лазурному березі, жінка несподівано відчуває, як її палке кохання до чоловіка тьмяніє, і знову пробуджується її почуття до Зауера, який, залишившись у Берліні, з подивом запитує себе, чому він одружився з Еммою, до якої він абсолютно байдужий. Повернувшись додому, Штірнер швидко відроджує штучно сконструйовані ним стосунки: Ельза знову шалено закохана у нього, Зауер — у Емму. Але ділок знає, що лише випромінювання механічного апарату змушує Ельзу тягнутися до нього, і що він, отримавши кохану, так і не домігся справжнього кохання.
Тим часом німці звертаються до московського вченого та винахідника Качинського, який також займається проблемою впливу на людський мозок. З його допомогою знаходиться засіб для захисту від впливу радіохвиль Штірнера. Готліб та Зауер, об'єднавшись з москвичем, намагаються виманити Людвіга з дому, щоб захопити, але у результаті останній сам стає бранцем.
Несподівано Штірнер оголошує Качинському, що має намір здатися та припинити боротьбу. Він дозволяє вченому (єдиному, кого визнав рівним собі за інтелектом) прочитати свої щоденники, з яких стає ясно, як він зробив відкриття і чому вирішив скористатися ним не у дусі загальнолюдських цінностей. Він пояснює винахіднику, що вже створив набагато більш потужні апарати, які могли б дійсно зробити його володарем світу, але виснажив фізичний запас своєї нервової енергії: безперервне напруження волі для віддачі наказів виявилося не під силу одній людині. Крім того, Штірнер зрозумів, що ця влада для нього безглузда і марна — наприклад, навіть якщо усі люди Землі визнають його найбільшим генієм, це буде лише гординею та самовихвалянням.
Залишивши Качинському свої записи, Людвіг посилає останній наказ — самому собі: він «стирає» свою біографію, позбавляє себе пам'яті про усі події свого життя, перетворившись в іншу людину — Штерна. Перед цим він звільняє дружину від навіяних думок, визнається в усьому та ховається, залишивши їй велику суму, достатню для безбідного життя. Однак та не повертається до Зауера, бачачи, як він захоплений переділом спадщини Карла Готліба і як холоднокровно кидає непотрібну йому дружину з маленьким хлопчиком. Рудольф, посварившись через гроші з Отто, вбиває його та отримує десять років в'язниці. Ельза забирає подругу з дитиною та їде у віддалене містечко на березі океану у Африці.
Три роки по тому до берега причалює яхта зі звіроловами, і Емма впізнає в одному з прибулих Штірнера, який вважає себе Штерном та не пам'ятає минулого. Серед його супутників — Качинський, якого Ельза просить повернути чоловікові пам'ять на п'ятнадцять хвилин, щоб дізнатися таємницю, що мучила її усі ці роки: чи був Людвіг причетний до смерті Карла Готліба. Слова Людвіга у поєднанні з новими фактами, що стали відомими Ельзі, дозволяють їй переконатися, що у загибелі старого банкіра він невинний, хоча стояв за зміною його заповіту, бо знав, що Готліб невиліковно хворий і дні його минають. Час дії гіпнозу закінчується, і Штерн знову забуває усе та повертається на корабель, щоб продовжити експедицію.
Пізно ввечері Ельза, засинаючи, чує в голові голос Штірнера та шепоче: «Милий Людвіг!» — вона, нарешті, розуміє, що спонукальним мотивом вчинків чоловіка від самого початку була любов до неї, та вперше оцінює його почуття. Однак «транслятором думок» виявляється Штерн, який, сидячи у плетеному кріслі на палубі яхти, думає про прекрасну жінку, яка самотньо живе у будиночку на березі океану, з якою тілько що познайомився і в яку закохався…

### Особливості сюжету
- Американці посилають для боротьби зі Штірнером радіокеровані аероплани, які, втім, виявляються занадто неточними та скидають бомби у околицях Берліну.

### Наукова основа роману та прототипи персонажів
- Покладена в основу роману фантастична ідея перегукується з дослідженням Ганса Бергера, який вивчав електричну активність головного мозку.
- Багато персонажів роману мають реальні прототипи[3]. Віддаленим прообразом Штірнера може вважатися такий собі Ширер, який діяв у 1920-х роках та нібито відкрив «промені смерті». Штірнер несе у собі і окремі риси О. Л. Чижевського. Образ Дугова асоціюється з дресирувальником Володимиром Леонідовичем Дуровим. Прототипом же Качинського послужили Бернард Бернардович Кажинський (автор книг «Передача думок. Фактори, що створюють можливість виникненния у нервовій системі електромагнітних коливань, що випромінюються назовні» (1923) та «Біологічний радіозв'язок» (1926)) та О. Л. Чижевський.

## Персонажі
- Людвіг Штірнер — німецький вчений-фізіолог та колишній аспірант, секретар банкіра, згодом — один з найбільших фінансистів свого часу та чоловік Ельзи.
- Емма Фіт — машиністка та стенографістка у банку Готліба, одружена із Зауером, мати Отто-молодшого.
- Ельза Глюк — співробітниця банку Готліба, наречена Отто Зауера, потім дружина Штірнера та де-юре власниця банку власного імені.
- Отто Зауер — юрисконсульт банкіра Готліба, одружений з Еммою Глюк. Був вбитий своїм спільником.
- Карл Готліб — найбільший банкір Німеччини.
- Фрау Шмітгоф — економка Готліба.
- Ганс — лакей Готліба.
- Оскар Готліб — молодший брат Готліба.
- Рудольф Готліб — син Оскара Готліба, шибеник і нероба.
- Людерс — адвокат.
- Кранц — проникливий і наполегливий берлінський детектив.
- Качинський — московський інженер-винахідник.
- Дугов — завідувач зоологічними садами у Москві, начальник Людвіга «Штерна».